# Ribeirinha fyr
Ribeirinha fyr (portugisiska: Farol da Ribeirinha) var en fyr på ön Faial i ögruppen Azorerna i Portugal som förstördes under jordbävningen på Azorerna 1998.
År 1883 föreslog lokala myndigheter att en fyr skulle byggas på platsen. Olika utformningar diskuterades och år 1915 började byggnationen. Fyren tändes första gången år 1919. Den var 14 meter hög och hopbyggd med fyrvaktarbostaden. Lanterninen var rödmålad och fyrapparaten var försedd med en Fresnel-lins av andra ordningen. Fyrlyktan eldades med fotogen och hade en lysvidd på 30 sjömil. Fyren elektrifierades år 1958. Den skadades i en jordbävning år 1973, och fick mindre skador vid en jordbävning i januari 1980 men reparerades.

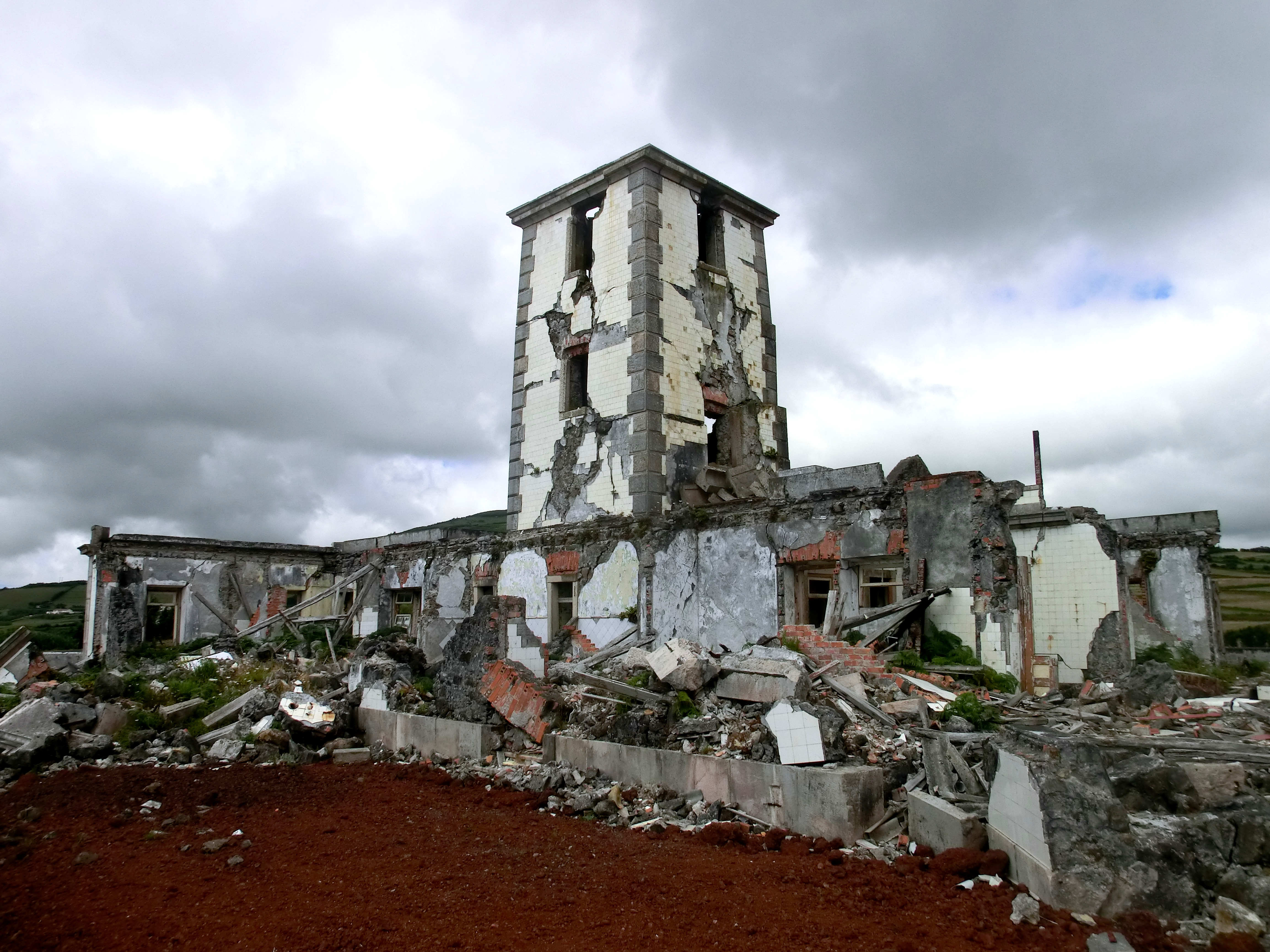
Fyren efter jordbävningen år 1998.

Fyren skadades svårt i jordbävningen den 9 juli 1998 och fyrvaktarbostaden raserades. Den ersattes med en fyrlykta på en 6 meter hög stolpe av metall som visar tre vita blixtar var tjugonde sekund. Fyrlyktan drivs av en solpanel och lysvidden är 12 sjömil.
Fyrplatsen, som ligger på öns nordöstra spets, omkring 3 kilometer öster om Ribeirinha, har städats och lanterninen har monterats ned. 
Fresnel-linsen och en del av utrustningen är utställda på stadshuset i Ribeirinha. Ruinen är stängd för allmänheten.